# NGC 4335
NGC 4335 is een elliptisch sterrenstelsel in het sterrenbeeld Grote Beer. Het hemelobject werd op 17 april 1789 ontdekt door de Duits-Britse astronoom William Herschel.

## Synoniemen
- UGC 7455
- MCG 10-18-35
- ZWG 293.15
- PGC 40169